# Onthophagus pacificus
Onthophagus pacificus là một loài bọ cánh cứng trong họ Bọ hung (Scarabaeidae).